# استادان کهن
«استادان کهن» آلبومی از هنرمند اهل ایالات متحده آمریکا فرانک زاپا است که در سال ۱۹۸۵ میلادی منتشر شد.